# Linguist List
Linguist List – witryna internetowa i lista mailingowa poświęcona zagadnieniom językoznawczym. Projekt został założony w 1990 roku przez językoznawcę Anthony’ego Aristara. Serwis był notowany w rankingu Alexa na miejscu 210861 (czerwiec 2020).